# Claudio Bravo (pintor)
Claudio Nelson Bravo Camus (Valparaíso, Chile; 8 de noviembre de 1936-Taroudant, Marruecos; 4 de junio de 2011) fue un pintor chileno hiperrealista —aunque él mismo se definía como superrealista, ya que, a diferencia de los primeros, no empleaba la fotografía como modelo—, radicado en Marruecos desde 1972.

## Biografía

### Primeros años
De familia de agricultores, vivió gran parte de su infancia en la zona rural de Melipilla; en Santiago fue alumno del Colegio San Ignacio (1945-1954), de los jesuitas; posteriormente estudió dibujo y pintura, por algún tiempo, con el pintor Miguel Venegas Cifuentes. Sin embargo, Bravo era principalmente un autodidacta.
En 1954, con apenas 17 años, realiza su primera exposición individual en el Salón Trece en la capital chilena. Al año siguiente bailó con la Compañía de Ballet, trabajó para el Teatro de Ensayo de la Universidad Católica de Chile y comenzó a alternar su vida entre Santiago y Concepción, ciudad a la que se mudó hacia 1959.

### Carrera internacional
En la década de 1960 se estableció como retratista en Madrid, donde tuvo inmediato reconocimiento por su asombrosa capacidad de crear verosimilitud. Su habilidad para representar objetos y formas complejas recuerda a Velázquez. 
En 1968 Bravo recibió una invitación del dictador filipino Ferdinand Marcos para pintarlos a él y a su esposa, Imelda Marcos, así como a miembros de la alta sociedad filipina. Finalmente Bravo no retrató a los Marcos, pues no pintaba a partir de fotografías, sino que prefería tener al modelo en el lugar. Decía que había que capturar la esencia del objeto a pintar, y eso sólo se puede realizar teniendo en frente al modelo.
En 1970 realizó su primera exposición en la Staempfli Gallery de Nueva York.
Luego de conocer y recorrer Marruecos junto al escultor Raúl Valdivieso, se trasladó a Tánger en 1972, donde compró una mansión de tres pisos del siglo xix. Allí derrumbó muchas de las paredes y pintó de color blanco las restantes para potenciar la luz mediterránea, que está muy presente en sus pinturas.
En 2000 donó al Museo del Prado diecinueve esculturas greco-romanas, la más antigua de las cuales data del siglo VI a. C. Fue precisamente el 24 de mayo de ese año que, después de inaugurar la muestra La donación de Claudio Bravo, los reyes Juan Carlos y Sofía impusieron la Gran Cruz de la Orden de Alfonso X el Sabio al pintor.
A lo largo de su vida tuvo una cincuentena de exposiciones individuales y participó en muchísimas colectivas; sus obras forman parte de las colecciones de una treintena de museos.
Bravo era homosexual, algo que «no ocultaba en su pintura ni en su vida privada».
Murió en Marruecos, rumbo al hospital, el 4 de junio de 2011 a causa de un ataque de epilepsia que le causó dos infartos, según informó Bashir Tabchich, su compañero y mano derecha desde 1979.
La casa y museo de Taroudant, donde Bravo está enterrado, quedó en manos de Tabchich; al hijo de este, su ahijado Rashid, "al que crio y quería como a un nieto", el pintor le dejó "la residencia de Tánger, con sus jardines italianos"; "la antigua casa de La Medina de Marrakech, que es patrimonio de Marruecos, la donó a la exemperatriz de Irán, Farah Diba, su gran amiga"; por último, "el departamento de París lo legó a su amigo, ayudante y colega Rafael Cidoncha", pintor realista español.
El más notable artista chileno contemporáneo junto a Roberto Matta, Bravo fue un pintor de extraordinario éxito y gran riqueza: tenía cuatro villas en Marruecos y un departamento en Manhattan, y en 2004 Sotheby's vendió su pintura White Package (1967) en más de un millón de dólares.
Bravo "siempre tuvo intenciones de hacer un museo en Chile con su colección privada y objetos personales, como las esculturas romanas, sus obras de Andy Warhol, de Francis Bacon o Manolo Valdés, sus lacas chinas antiguas y sus vidrios romanos, las esculturas de Botero, Rodin, Benjamín Lira y Vicente Gajardo, y su fantástico conjunto de muebles contemporáneos", ha asegurado Ana María Stagno, directora de la sección chilena de Marlborough Gallery. No logró realizar ese proyecto, como tampoco el de crear una fundación en España.